# Caridina yunnanensis
Caridina yunnanensis е вид десетоного от семейство Atyidae. Видът не е застрашен от изчезване.

## Разпространение и местообитание
Разпространен е в Китай (Юннан).
Обитава сладководни басейни и потоци.